# أيب فيغودا

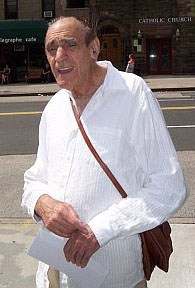
أيب فيغودا

أيب فيغودا (بالإنجليزية: Abe Vigoda) (ولد 24 فبراير 1921 - 26 يناير 2016) هو ممثل كوميدي أمريكي.

## الأعمال
- العراب: الجزء الثاني

## وصلات خارجية
- أيب فيغودا على موقع IMDb (الإنجليزية)
- أيب فيغودا على موقع ألو سيني (الفرنسية)
- أيب فيغودا على موقع أول موفي (الإنجليزية)
- أيب فيغودا على موقع قاعدة بيانات برودواي على الإنترنت (الإنجليزية)
- أيب فيغودا على موقع قاعدة بيانات الأفلام السويدية (السويدية)
- أيب فيغودا على موقع إن إن دي بي (الإنجليزية)
- أيب فيغودا على موقع قاعدة بيانات الفيلم (الإنجليزية)
- أيب فيغودا على موقع كينوبويسك (الروسية)